# Vesta-Nunatakker
Die Vesta-Nunatakker sind eine Gruppe von rund 1200 m hohen Nunatakkern im Osten der westantarktischen Alexander-I.-Insel. Sie ragen zwischen dem Grikurov Ridge der LeMay Range und dem Aeolus Ridge der Planet Heights auf.
Das UK Antarctic Place-Names Committee benannte sie 1987 in Anlehnung an die Benennung anderer geographischer Objekte in diesem Gebiet, welche Namen von Planeten und deren Monden tragen. Namensgeber ist der Asteroid (4) Vesta.